# 学校法人須磨学園
学校法人須磨学園（がっこうほうじんすまがくえん）は、兵庫県神戸市須磨区にある学校法人。

## 沿革
- 1922年（大正11年）- 西田のぶ 須磨区大手子守前に須磨裁縫女学校を創立。
- 1924年（大正13年）- 須磨区権現町に新築移転。
- 1938年（昭和13年）- 校名を須磨女学校と改称、長田区平和台町に新築移転。
- 1943年（昭和18年）- 財団法人須磨学園を設立。
- 1944年（昭和19年）- 校名を須磨女子商業学校と改称。
- 1946年（昭和21年）- 校名を須磨高等女学校と改称。
- 1947年（昭和22年）- 須磨中学校を併設。
- 1948年（昭和23年）- 西田正 須磨学園理事長・須磨高等女学校長・須磨中学校長に就任。
- 1949年（昭和24年）- 校名を須磨女子高等学校と改称、野木勇 須磨学園理事長、高等学校長、中学校長に就任。
- 1951年（昭和26年）- 学校法人須磨学園に改組。
- 1960年（昭和35年）- 須磨区板宿町に校舎を新築移転。
- 1964年（昭和39年）- 校舎増築及び同窓会館落成。
- 1966年（昭和41年）- 体育館兼講堂落成。
- 1968年（昭和43年）- 総合運動場・球技場・50m公認競泳プール、飛込プール落成。
- 1972年（昭和47年）- 創立50周年記念式典挙行。
- 1977年（昭和52年）- 嵯峨山実冶郎 須磨女子高等学校長に就任。
- 1980年（昭和55年）- 上霜達雄 須磨女子高等学校長に就任。
- 1982年（昭和57年）- 創立60周年記念式典挙行。
- 1983年（昭和58年）- 学生会館竣工。
- 1984年（昭和59年）- 西邦大 須磨学園理事長に就任、佐藤昌氾 須磨女子高等学校長に就任。
- 1987年（昭和62年）- 校祖西田のぶ胸像建立。
- 1992年（平成4年）- 全館冷暖房設備完成。
- 1997年（平成9年）- 稲井聚、学校長に就任、競泳プール・大運動場全面改修、校内LAN・インターネット、創立75周年記念式典挙行。
- 1998年（平成10年）- 校名変更を記念して講演会を開催、西泰子 須磨学園理事長に就任
- 1999年（平成11年）- 須磨学園高等学校に改称。男女共学スタート。渡邉邦男 学校長に就任。
- 2001年（平成13年）- 西和彦 学校長に就任。武道館竣工。
- 2002年（平成14年）- 西和彦 学園長に就任。創立80周年記念式典挙行。
- 2004年（平成16年）- 須磨学園中学校 開校。
- 2019年（平成31年）- 学校法人夙川学院より中学校・高等学校を移管し、校地を移転の上で夙川中学校・高等学校に改称。
- 2022年（令和4年）- 創立100年を迎える。

## 設置校
- 須磨学園中学校・高等学校
- 夙川中学校・高等学校

## 所在地
- 兵庫県神戸市須磨区板宿町3-15-14